# Walking Away (Johan)
Walking Away is een nummer van de Nederlandse band Johan uit 2006. Het is de tweede single van hun derde studioalbum THX JHN.
"Walking Away" wist geen notering te behalen in de Nederlandse Top 40, maar in de Mega Top 50 van 3FM kende het wel bescheiden succes met een 27e positie. In de Single Top 100 kwam het tot een 36e plek.